# Élections législatives de 2002 en Seine-et-Marne
Les élections législatives françaises de 2002 se déroulent les 9 et 16 juin 2002. Dans le département de Seine-et-Marne, neuf députés sont à élire dans le cadre de neuf circonscriptions.

## Élus
| Circonscription | Député sortant     | Parti | Parti            | Député élu ou réélu | Parti | Parti |
| --------------- | ------------------ | ----- | ---------------- | ------------------- | ----- | ----- |
| 1re             | Jean-Claude Mignon |       | RPR              | Jean-Claude Mignon  |       | UMP   |
| 2e              | Didier Julia       |       | RPR              | Didier Julia        |       | UMP   |
| 3e              | Pierre Carassus    |       | Pôle républicain | Yves Jégo           |       | UMP   |
| 4e              | Christian Jacob    |       | RPR              | Christian Jacob     |       | UMP   |
| 5e              | Guy Drut           |       | RPR              | Guy Drut            |       | UMP   |
| 6e              | Nicole Bricq       |       | PS               | Jean-François Copé  |       | UMP   |
| 7e              | Charles Cova       |       | RPR              | Charles Cova        |       | UMP   |
| 8e              | Daniel Vachez      |       | PS               | Chantal Brunel      |       | UMP   |
| 9e              | Jacques Heuclin    |       | PS               | Guy Geoffroy        |       | UMP   |

## Résultats

### Résultats à l'échelle du département
| Parti                                              | Parti                               | Premier tour | Premier tour | Second tour | Second tour | Sièges |
| Parti                                              | Parti                               | Voix         | %            | Voix        | %           | Sièges |
| -------------------------------------------------- | ----------------------------------- | ------------ | ------------ | ----------- | ----------- | ------ |
|                                                    | Union pour un mouvement populaire   | 179 212      | 38,89        | 232 716     | 57,91       | 9      |
|                                                    | Union pour la démocratie française  | 15 981       | 3,56         |             |             | 0      |
|                                                    | Mouvement pour la France            | 5 735        | 1,28         | 0           |             |        |
|                                                    | Divers droite                       | 3 487        | 0,78         | 0           |             |        |
|                                                    | Majorité présidentielle             | 204 415      | 45,50        | 232 716     | 57,91       | 9      |
|                                                    |                                     |              |              |             |             |        |
|                                                    | Parti socialiste                    | 107 440      | 23,91        | 151 317     | 37,65       | 0      |
|                                                    | Les Verts                           | 21 616       | 4,81         | 17 859      | 4,44        | 0      |
|                                                    | Parti communiste français           | 13 287       | 2,96         |             |             | 0      |
|                                                    | Pôle républicain dont Divers gauche | 11 228       | 2,50         | 0           |             |        |
|                                                    | Gauche parlementaire                | 153 571      | 34,18        | 169 176     | 42,09       | 0      |
|                                                    |                                     |              |              |             |             |        |
|                                                    | Front national                      | 61 312       | 13,65        |             |             | 0      |
|                                                    | Extrême gauche dont LCR, LO et PT   | 13 200       | 2,94         | 0           |             |        |
|                                                    | Mouvement national républicain      | 5 712        | 1,27         | 0           |             |        |
|                                                    | Divers écologiste dont MÉI et GÉ    | 6 024        | 1,34         | 0           |             |        |
|                                                    | Chasse, pêche, nature et traditions | 3 381        | 0,75         | 0           |             |        |
|                                                    | Divers                              | 1 690        | 0,38         | 0           |             |        |
|                                                    |                                     |              |              |             |             |        |
| Inscrits                                           | Inscrits                            | 724 807      | 100,00       | 724 707     | 100,00      | 9      |
| Abstentions                                        | Abstentions                         | 268 169      | 37           | 308 059     | 42,51       |        |
| Votants                                            | Votants                             | 456 638      | 63           | 416 648     | 57,49       |        |
| Blancs et nuls                                     | Blancs et nuls                      | 7 333        | 1,61         | 14 756      | 3,54        |        |
| Exprimés                                           | Exprimés                            | 449 305      | 98,39        | 401 892     | 96,46       |        |
| Source : Ministère de l'Intérieur - Seine-et-Marne |                                     |              |              |             |             |        |

### Résultats par circonscription

#### Première circonscription (Melun - Savigny-le-Temple)
| Candidat       | Candidat                         | Parti            | Premier tour | Premier tour | Second tour | Second tour |  |
| Candidat       | Candidat                         | Parti            | Voix         | %            | Voix        | %           |  |
| -------------- | -------------------------------- | ---------------- | ------------ | ------------ | ----------- | ----------- |  |
|                | Jean-Claude Mignon sortant réélu | UMP              | 23 798       | 47,62        | 26 400      | 59,65       |  |
|                | Jean-Marc Brûlé                  | Les Verts (PS)   | 14 404       | 28,82        | 17 859      | 40,35       |  |
|                | Pierrette Magnien                | FN               | 5 760        | 11,52        |             |             |  |
|                | Jean-Pierre Poupard              | PCF              | 1 500        | 3            |             |             |  |
|                | Patrick Desphelipon              | LCR              | 1 387        | 2,78         |             |             |  |
|                | Marie-José Mouilleron            | Pôle républicain | 932          | 1,86         |             |             |  |
|                | Annick Martin                    | MNR              | 709          | 1,42         |             |             |  |
|                | Valérie Suder                    | MÉI              | 655          | 1,31         |             |             |  |
|                | Claude Guérin                    | LO               | 539          | 1,08         |             |             |  |
|                | Nicolas Pomies                   | Divers gauche    | 153          | 0,31         |             |             |  |
|                | Didier Janelle                   | CPNT             | 143          | 0,29         |             |             |  |
|                | Pascale Marino                   | GÉ               | 0            | 0            |             |             |  |
|                |                                  |                  |              |              |             |             |  |
| Inscrits       | Inscrits                         | Inscrits         | 81 321       | 100,00       | 81 309      | 100,00      |  |
| Abstentions    | Abstentions                      | Abstentions      | 30 574       | 37,6         | 35 673      | 43,87       |  |
| Votants        | Votants                          | Votants          | 50 747       | 62,4         | 45 636      | 56,13       |  |
| Blancs et nuls | Blancs et nuls                   | Blancs et nuls   | 767          | 1,51         | 1 377       | 3,02        |  |
| Exprimés       | Exprimés                         | Exprimés         | 49 980       | 98,49        | 44 259      | 96,98       |  |

#### Deuxième circonscription (Fontainebleau)
| Candidat       | Candidat                   | Parti            | Premier tour | Premier tour | Second tour | Second tour |  |
| Candidat       | Candidat                   | Parti            | Voix         | %            | Voix        | %           |  |
| -------------- | -------------------------- | ---------------- | ------------ | ------------ | ----------- | ----------- |  |
|                | Didier Julia sortant réélu | UMP              | 21 435       | 46,09        | 26 353      | 64,96       |  |
|                | Nelly Renaud-Touchard      | PS               | 11 034       | 23,72        | 14 212      | 35,04       |  |
|                | Jean-Claude Berthier       | FN               | 6 050        | 13,01        |             |             |  |
|                | Philippe Tissot            | Divers droite    | 3 187        | 6,85         |             |             |  |
|                | Liliane Pays               | Les Verts        | 1 771        | 3,81         |             |             |  |
|                | Géraldine Gouelle          | LO               | 697          | 1,5          |             |             |  |
|                | Solange Perrin             | Pôle républicain | 683          | 1,47         |             |             |  |
|                | Thierry Pochon             | MNR              | 591          | 1,27         |             |             |  |
|                | Martine Charpentier        | CPNT             | 429          | 0,92         |             |             |  |
|                | Monique Zerbib             | PT               | 375          | 0,81         |             |             |  |
|                | Fanny Thouand              | Divers           | 257          | 0,55         |             |             |  |
|                | Jean-Paul Pascal           | GÉ               | 1            | 0            |             |             |  |
|                |                            |                  |              |              |             |             |  |
| Inscrits       | Inscrits                   | Inscrits         | 72 081       | 100,00       | 72 079      | 100,00      |  |
| Abstentions    | Abstentions                | Abstentions      | 24 874       | 34,51        | 30 053      | 41,69       |  |
| Votants        | Votants                    | Votants          | 47 207       | 65,49        | 42 026      | 58,31       |  |
| Blancs et nuls | Blancs et nuls             | Blancs et nuls   | 697          | 1,48         | 1 461       | 3,48        |  |
| Exprimés       | Exprimés                   | Exprimés         | 46 510       | 98,52        | 40 565      | 96,52       |  |

#### Troisième circonscription (Melun - Montereau)
| Candidat       | Candidat                | Parti               | Premier tour | Premier tour | Second tour | Second tour |  |
| Candidat       | Candidat                | Parti               | Voix         | %            | Voix        | %           |  |
| -------------- | ----------------------- | ------------------- | ------------ | ------------ | ----------- | ----------- |  |
|                | Yves Jégo élu           | UMP                 | 16 122       | 36,44        | 22 666      | 57,61       |  |
|                | Danièle Chazarenc       | PS                  | 7 342        | 16,59        | 16 677      | 42,39       |  |
|                | Pierre Carassus sortant | Divers gauche (PCF) | 7 182        | 16,23        |             |             |  |
|                | Jean-François Jalkh     | FN                  | 6 104        | 13,8         |             |             |  |
|                | Patrick Septiers        | UDF                 | 4 321        | 9,77         |             |             |  |
|                | Jeanne Bordelet         | LCR                 | 916          | 2,07         |             |             |  |
|                | Isabelle Laraque        | MNR                 | 764          | 1,73         |             |             |  |
|                | Jean-Louis Guerrier     | LO                  | 670          | 1,51         |             |             |  |
|                | Liliane Faure           | CPNT                | 429          | 0,97         |             |             |  |
|                | Harald Verlinde         | RPF                 | 300          | 0,68         |             |             |  |
|                | François Torrens        | Divers gauche       | 97           | 0,22         |             |             |  |
|                | Mélanie Skadarka        | GÉ                  | 0            | 0            |             |             |  |
|                |                         |                     |              |              |             |             |  |
| Inscrits       | Inscrits                | Inscrits            | 71 055       | 100,00       | 71 056      | 100,00      |  |
| Abstentions    | Abstentions             | Abstentions         | 26 041       | 36,65        | 30 099      | 42,36       |  |
| Votants        | Votants                 | Votants             | 45 014       | 63,35        | 40 957      | 57,64       |  |
| Blancs et nuls | Blancs et nuls          | Blancs et nuls      | 767          | 1,7          | 1 614       | 3,94        |  |
| Exprimés       | Exprimés                | Exprimés            | 44 247       | 98,3         | 39 343      | 96,06       |  |

#### Quatrième circonscription (Provins)
| Candidat       | Candidat                      | Parti          | Premier tour | Premier tour | Second tour | Second tour |  |
| Candidat       | Candidat                      | Parti          | Voix         | %            | Voix        | %           |  |
| -------------- | ----------------------------- | -------------- | ------------ | ------------ | ----------- | ----------- |  |
|                | Christian Jacob sortant réélu | UMP            | 20 913       | 43,99        | 26 108      | 62,26       |  |
|                | Dominique Binet               | PS             | 10 320       | 21,71        | 15 828      | 37,74       |  |
|                | Alain Bruneau                 | FN             | 8 156        | 17,15        |             |             |  |
|                | Simone Jérome                 | PCF            | 1 999        | 4,2          |             |             |  |
|                | Claudine Foy                  | Les Verts      | 1 439        | 3,03         |             |             |  |
|                | Gérard Carrasco               | MÉI            | 932          | 1,96         |             |             |  |
|                | Claude Duverne                | CPNT           | 860          | 1,81         |             |             |  |
|                | Jacques Gérard                | MNR            | 728          | 1,53         |             |             |  |
|                | Serge Franceschina            | LO             | 677          | 1,42         |             |             |  |
|                | Françoise Cottin              | PT             | 579          | 1,22         |             |             |  |
|                | Martine Bécherel              | MPF            | 497          | 1,05         |             |             |  |
|                | Christophe Aubry              | Divers         | 445          | 0,94         |             |             |  |
|                | Jacqueline Cachia             | GÉ             | 0            | 0            |             |             |  |
|                |                               |                |              |              |             |             |  |
| Inscrits       | Inscrits                      | Inscrits       | 76 549       | 100,00       | 76 481      | 100,00      |  |
| Abstentions    | Abstentions                   | Abstentions    | 27 999       | 36,58        | 32 456      | 42,44       |  |
| Votants        | Votants                       | Votants        | 48 550       | 63,42        | 44 025      | 57,56       |  |
| Blancs et nuls | Blancs et nuls                | Blancs et nuls | 1 005        | 2,07         | 2 089       | 4,75        |  |
| Exprimés       | Exprimés                      | Exprimés       | 47 545       | 97,93        | 41 936      | 95,25       |  |

#### Cinquième circonscription (Meaux - Coulommiers)
| Candidat       | Candidat                            | Parti          | Premier tour | Premier tour | Second tour | Second tour |  |
| Candidat       | Candidat                            | Parti          | Voix         | %            | Voix        | %           |  |
| -------------- | ----------------------------------- | -------------- | ------------ | ------------ | ----------- | ----------- |  |
|                | Guy Drut sortant réélu              | UMP            | 23 359       | 46,41        | 27 140      | 61,02       |  |
|                | Marie Richard                       | PS             | 13 637       | 27,1         | 17 339      | 38,98       |  |
|                | Jean-Marie Lemarchand               | FN             | 7 879        | 15,66        |             |             |  |
|                | Catherine Schuck                    | PCF            | 1 306        | 2,59         |             |             |  |
|                | Camille Garbell                     | MÉI            | 987          | 1,96         |             |             |  |
|                | Didier Rueda                        | MNR            | 781          | 1,55         |             |             |  |
|                | Agnès Guichard                      | LCR            | 741          | 1,47         |             |             |  |
|                | Catherine Senu                      | LO             | 550          | 1,09         |             |             |  |
|                | Delphine Dupont                     | MPF            | 458          | 0,91         |             |             |  |
|                | Jean-Claude Guillermin des Sagettes | PT             | 320          | 0,64         |             |             |  |
|                | Raphaël Abbate                      | CPNT           | 310          | 0,62         |             |             |  |
|                |                                     |                |              |              |             |             |  |
| Inscrits       | Inscrits                            | Inscrits       | 81 295       | 100,00       | 81 290      | 100,00      |  |
| Abstentions    | Abstentions                         | Abstentions    | 30 126       | 37,06        | 35 125      | 43,21       |  |
| Votants        | Votants                             | Votants        | 51 169       | 62,94        | 46 165      | 56,79       |  |
| Blancs et nuls | Blancs et nuls                      | Blancs et nuls | 841          | 1,64         | 1 686       | 3,65        |  |
| Exprimés       | Exprimés                            | Exprimés       | 50 328       | 98,36        | 44 479      | 96,35       |  |

#### Sixième circonscription (Meaux - Mitry-Mory)
| Candidat       | Candidat                | Parti          | Premier tour | Premier tour | Second tour | Second tour |  |
| Candidat       | Candidat                | Parti          | Voix         | %            | Voix        | %           |  |
| -------------- | ----------------------- | -------------- | ------------ | ------------ | ----------- | ----------- |  |
|                | Jean-François Copé élu  | UMP            | 20 243       | 43,98        | 24 339      | 59,02       |  |
|                | Nicole Bricq sortante   | PS             | 12 226       | 26,56        | 16 898      | 40,98       |  |
|                | Marie-Christine Arnautu | FN             | 7 251        | 15,75        |             |             |  |
|                | Jean-Pierre Bontoux     | PCF            | 3 097        | 6,73         |             |             |  |
|                | Sylviane Tastayre       | GÉ             | 773          | 1,68         |             |             |  |
|                | Georges Millot          | LO             | 523          | 1,14         |             |             |  |
|                | Madjeriba Hamzaoui      | LCR            | 516          | 1,12         |             |             |  |
|                | Jacques Oudin           | MNR            | 506          | 1,1          |             |             |  |
|                | Valérie Petion          | CPNT           | 325          | 0,71         |             |             |  |
|                | Agnès Pirou             | PT             | 295          | 0,64         |             |             |  |
|                | Cécile Gazeau           | MPF            | 276          | 0,6          |             |             |  |
|                |                         |                |              |              |             |             |  |
| Inscrits       | Inscrits                | Inscrits       | 74 341       | 100,00       | 74 339      | 100,00      |  |
| Abstentions    | Abstentions             | Abstentions    | 27 577       | 37,1         | 31 504      | 42,38       |  |
| Votants        | Votants                 | Votants        | 46 764       | 62,9         | 42 835      | 57,62       |  |
| Blancs et nuls | Blancs et nuls          | Blancs et nuls | 733          | 1,57         | 1 598       | 3,73        |  |
| Exprimés       | Exprimés                | Exprimés       | 46 031       | 98,43        | 41 237      | 96,27       |  |

#### Septième circonscription (Chelles)
| Candidat       | Candidat                      | Parti            | Premier tour | Premier tour | Second tour | Second tour |  |
| Candidat       | Candidat                      | Parti            | Voix         | %            | Voix        | %           |  |
| -------------- | ----------------------------- | ---------------- | ------------ | ------------ | ----------- | ----------- |  |
|                | Charles Cova sortant réélu    | UMP              | 17 114       | 34,83        | 24 536      | 55,31       |  |
|                | Jean-Paul Planchou            | PS               | 14 749       | 30,02        | 19 825      | 44,69       |  |
|                | Dominique Launay              | FN               | 6 442        | 13,11        |             |             |  |
|                | Romain Chetaille              | MPF              | 4 119        | 8,38         |             |             |  |
|                | Serge Goutmann                | PCF              | 1 542        | 3,14         |             |             |  |
|                | Paul Athuil                   | Les Verts        | 1 084        | 2,21         |             |             |  |
|                | Jean-Paul Pasco-Labarre       | Pôle républicain | 949          | 1,93         |             |             |  |
|                | Viviane Brassié               | LCR              | 619          | 1,26         |             |             |  |
|                | Christian Vandenbroucke       | MNR              | 563          | 1,15         |             |             |  |
|                | Jacques Beunèche              | LO               | 439          | 0,89         |             |             |  |
|                | Daniel de Beckers             | GÉ               | 391          | 0,8          |             |             |  |
|                | Céline Gendre                 | CPNT             | 305          | 0,62         |             |             |  |
|                | Françoise Gentil-Descarrières | Divers           | 300          | 0,61         |             |             |  |
|                | Jiro Antoine Ilardo           | Divers           | 213          | 0,43         |             |             |  |
|                | Alain Bertin                  | Divers gauche    | 188          | 0,38         |             |             |  |
|                | Didier Salwa                  | Divers           | 121          | 0,25         |             |             |  |
|                |                               |                  |              |              |             |             |  |
| Inscrits       | Inscrits                      | Inscrits         | 81 415       | 100,00       | 81 399      | 100,00      |  |
| Abstentions    | Abstentions                   | Abstentions      | 31 594       | 38,81        | 35 534      | 43,65       |  |
| Votants        | Votants                       | Votants          | 49 821       | 61,19        | 45 865      | 56,35       |  |
| Blancs et nuls | Blancs et nuls                | Blancs et nuls   | 683          | 1,37         | 1 504       | 3,28        |  |
| Exprimés       | Exprimés                      | Exprimés         | 49 138       | 98,63        | 44 361      | 96,72       |  |

#### Huitième circonscription (Torcy)
| Candidat       | Candidat              | Parti             | Premier tour | Premier tour | Second tour | Second tour |  |
| Candidat       | Candidat              | Parti             | Voix         | %            | Voix        | %           |  |
| -------------- | --------------------- | ----------------- | ------------ | ------------ | ----------- | ----------- |  |
|                | Daniel Vachez sortant | PS                | 18 584       | 32,59        | 25 153      | 48,33       |  |
|                | Chantal Brunel élue   | UMP               | 15 670       | 27,48        | 26 890      | 51,67       |  |
|                | Hugues Rondeau        | UDF               | 8 015        | 14,06        |             |             |  |
|                | Isabella Rosa Marques | FN                | 5 993        | 10,51        |             |             |  |
|                | Alain Vacheret        | PCF               | 2 512        | 4,41         |             |             |  |
|                | Sylvie Rouan          | Les Verts         | 1 323        | 2,32         |             |             |  |
|                | Marie-Pierre Toubhans | LCR               | 891          | 1,56         |             |             |  |
|                | Fabrice David         | Divers écologiste | 592          | 1,04         |             |             |  |
|                | Claudine Chevalier    | Pôle républicain  | 520          | 0,91         |             |             |  |
|                | Laurence Carrier      | MNR               | 460          | 0,81         |             |             |  |
|                | Gérard Delimard       | LO                | 457          | 0,8          |             |             |  |
|                | Patrice Romain        | MÉI               | 365          | 0,64         |             |             |  |
|                | Patrick Legros        | Divers écologiste | 289          | 0,51         |             |             |  |
|                | Didier Bernard        | GÉ                | 263          | 0,46         |             |             |  |
|                | Céline Barat          | CPNT              | 258          | 0,45         |             |             |  |
|                | Cécile Evano          | PT                | 257          | 0,45         |             |             |  |
|                | Cédric Ilardo         | Divers            | 237          | 0,42         |             |             |  |
|                | Brigitte Hallais      | Divers gauche     | 177          | 0,31         |             |             |  |
|                | Florence Fink         | MPF               | 158          | 0,28         |             |             |  |
|                |                       |                   |              |              |             |             |  |
| Inscrits       | Inscrits              | Inscrits          | 92 542       | 100,00       | 92 544      | 100,00      |  |
| Abstentions    | Abstentions           | Abstentions       | 34 668       | 37,46        | 38 852      | 41,98       |  |
| Votants        | Votants               | Votants           | 57 874       | 62,54        | 53 692      | 58,02       |  |
| Blancs et nuls | Blancs et nuls        | Blancs et nuls    | 853          | 1,47         | 1 649       | 3,07        |  |
| Exprimés       | Exprimés              | Exprimés          | 57 021       | 98,53        | 52 043      | 96,93       |  |

#### Neuvième circonscription (Pontault-Combault)
| Candidat       | Candidat                | Parti            | Premier tour | Premier tour | Second tour | Second tour |  |
| Candidat       | Candidat                | Parti            | Voix         | %            | Voix        | %           |  |
| -------------- | ----------------------- | ---------------- | ------------ | ------------ | ----------- | ----------- |  |
|                | Guy Geoffroy élu        | UMP              | 20 558       | 35,14        | 28 284      | 52,7        |  |
|                | Jacques Heuclin sortant | PS               | 19 548       | 33,41        | 25 385      | 47,3        |  |
|                | Yannick Guillo          | FN               | 7 677        | 13,12        |             |             |  |
|                | Dominique Rodriguez     | UDF              | 3 645        | 6,23         |             |             |  |
|                | Jean Calvet             | Les Verts        | 1 595        | 2,73         |             |             |  |
|                | Antoine Blocier         | PCF              | 1 331        | 2,28         |             |             |  |
|                | Jean-Michel Richard     | LCR              | 899          | 1,54         |             |             |  |
|                | René Lefèvre            | MNR              | 610          | 1,04         |             |             |  |
|                | Elodie Broch            | LO               | 582          | 0,99         |             |             |  |
|                | Anne Corre              | GÉ               | 440          | 0,75         |             |             |  |
|                | Dominique Viet          | Pôle républicain | 347          | 0,59         |             |             |  |
|                | Boris Fedorovsky        | MÉI              | 336          | 0,57         |             |             |  |
|                | Jean-Louis Muzart       | CPNT             | 322          | 0,55         |             |             |  |
|                | Guy Desvignes           | PT               | 271          | 0,46         |             |             |  |
|                | Annick Rannou           | MPF              | 227          | 0,39         |             |             |  |
|                | Jean-Christophe Vincent | Divers           | 117          | 0,2          |             |             |  |
|                | Joëlle Collin           | Divers           | 0            | 0            |             |             |  |
|                |                         |                  |              |              |             |             |  |
| Inscrits       | Inscrits                | Inscrits         | 94 208       | 100,00       | 94 210      | 100,00      |  |
| Abstentions    | Abstentions             | Abstentions      | 34 716       | 36,85        | 38 763      | 41,15       |  |
| Votants        | Votants                 | Votants          | 59 492       | 63,15        | 55 447      | 58,85       |  |
| Blancs et nuls | Blancs et nuls          | Blancs et nuls   | 987          | 1,66         | 1 778       | 3,21        |  |
| Exprimés       | Exprimés                | Exprimés         | 58 505       | 98,34        | 53 669      | 96,79       |  |